# Stjepan Dabiša

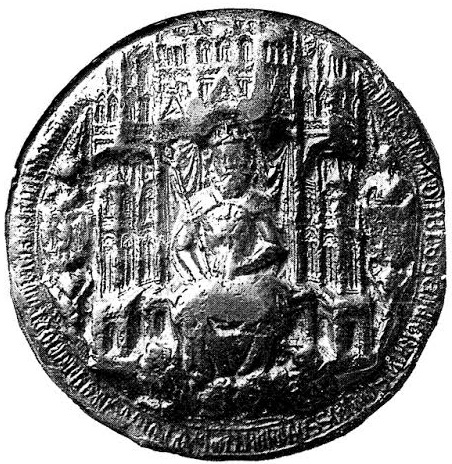
Darstellung des Stjepan Dabiša in seinem Siegel (1395).

Stjepan Dabiša († 1395) aus dem Haus Kotromanić, war von 1391 bis 1395 König von Bosnien. Er war ein Neffe und der Nachfolger des ersten bosnischen Königs Tvrtko I.
Unter seiner Herrschaft wurde 1392 ein Angriff der Osmanen auf Bosnien zurückgeschlagen. 1394 schloss er Frieden mit dem ungarischen König Sigismund, der einen langjährigen Krieg der beiden Königreiche beendete und Gebietsabtretungen seines Vorgängers Tvrtko rückgängig machte. Hierfür musste er auf die Herrschaftsansprüche Bosniens über Kroatien und Dalmatien verzichten. 
Stjepan Dabiša starb 1395 und ihm folgte seine Ehefrau Jelena Gruba („Jelena die Ungehobelte“) auf dem Thron.

## Familie
Seine Schwester Marija (* um 1340; † 27. April 1403, Burg Bühringen) wurde durch Vermittlung von Kaiser Karl IV. mit Graf Ulrich V. von Helfenstein in Schwaben vermählt. Ihr wird der rasche finanzielle Niedergang der Grafen von Helfenstein angelastet.
| Personendaten    | Personendaten    |
| ---------------- | ---------------- |
| NAME             | Stjepan Dabiša   |
| KURZBESCHREIBUNG | bosnischer König |
| GEBURTSDATUM     | 14. Jahrhundert  |
| STERBEDATUM      | 1395             |